# 戀愛Flops
《戀愛Flops》是由Passione製作的原創電視動畫作品，2022年10月12日至12月28日播出。

## 故事背景及大綱
主人公柏樹朝生活在一個科學比現今更發達、人工智能（AI）普及的世界。這個世界的運作基本上都是由AI半自動化管理人們的生活。主人公朝在某天早上夢見了一個陌生的女子，隨後他在電視上偶然看見的算命節目，節目中預言今天的他將會非常幸運，算命的那位女性給出了幾個幸運關鍵詞（轉角、電車、樓梯、掃地機器人、狗）。在去學校的路上，朝陸續遇到了五個跟隨幸運關鍵詞有關的人並捲入了麻煩之中。
首先是在轉角撞上了嘴巴叼著吐司的眼鏡雙馬尾的女學生，在一陣慌亂之後她的內褲居然掉在了現場，朝也只是把它撿起來並想著要是再與她碰面的時候歸還，便將內褲收進口袋裡。接著朝搭上了電車，車上的車廂明明空無一人，卻有個綠髮綁著包包頭的女性坐到了朝的隔壁，因為綠髮的女性似乎因沒睡好而直接靠在他身上，電車晃動時，朝意外的撲倒並觸碰到綠髮女子的胸部，隨後綠髮女子竟然一腳將電車內的鐵製扶手踢彎，朝雖未被正面踢中但已經驚嚇過度，因此逃也似的下了電車。下了電車後，朝走下車站的樓梯，正竊喜什麼倒楣事情並沒有發生的時候，一位黃髮少女從樓梯上跌落，直接一屁股坐在了朝的臉上，黃髮少女誤以為朝看著她的屁股起了生理反應，於是大喊變態之後用力槌了朝的襠部後飛奔離去。正當朝以為結束了時候，正巧來到了某處的公園，遭遇到正在打掃環境的掃地機器人，但掃地機器人的機械手臂上拿的居然是一件粉紅色的蕾絲胸罩，好奇機器人是不是壞掉的朝順手將胸罩拿了下來，隨後出現一位紅髮的少女指著朝並大喊著要朝歸還胸罩，並指稱是朝偷偷命令機器人搶奪她的胸罩，胸罩本想歸還給紅髮女子，但無奈此時紅髮女子已經被掃地機器人認定為垃圾帶走了。最後在公園的某處遇到了正在被發情的野狗猥褻的銀髮少年（其真身是少女），並希望朝幫助她，但朝打算無視並繼續前往學校，後續發情的野狗將騷擾目標轉移為朝，銀髮少女雖然嘴上說著朝居然見死不救很過分，但也趁此機會逃走，留下正在被野狗侵犯的朝。
在一連串的麻煩結束後，朝上學也遲到了，在偷溜進教室的時候，他這才注意到轉學生以及班上的女老師就是他早上被捲入的麻煩中遭遇的那五位女子，而她們對朝的第一印象都不好。
經過這一天的折騰，朝滿身疲憊的回家時，發現自家玄關跪坐著五位女孩子，朝一頭霧水的情況下接到了自己父親的來信，朝從信中的內容得知這五位女孩子，是朝的父親送來讓朝挑選的新娘候選人。於是他們六人之間的同居生活，就此展開。

## 角色

### 柏樹家
柏樹朝（聲：逢坂良太、南真由（童年））
本作男主角。上學的第一天，他在電視上看過一個陌生的算命節目後，在當天就有了五次邂逅。
和泉澤愛生（聲：伊藤美來）
女轉學生，藍髮。戴著眼鏡，性格開朗活潑、謙虛、直率。家事能手，負責柏樹家的所有家務。也總是站在調解者的立場上。有些愛吃醋。
真實身份為以井澤愛的大腦意識開發的AI之一，也是五個被開發出來的AI當中最接近井澤愛的。
最終與其餘四個AI意識統合並開發為人工智慧「AOI（アオイ）」，且在現實有了仿生身體能夠與朝再次見面。
阿米莉亞·艾爾文（聲：竹達彩奈）
美國留學生，紅髮。戴著帶有貓耳朵的耳機。性格天真但也笨拙自私。她的感情表達直接而且狂野，無法誠實說出自己的想法。
真實身份為以井澤愛的大腦意識開發的AI之一。
最終與其餘四個AI意識統合並開發為人工智慧「AOI（アオイ）」，且在現實有了仿生身體能夠與朝再次見面。
伊莉娜·伊留希納（聲：高橋李依）
保加利亞留學生，銀髮。性格內向而安靜，愛好是做甜點。因父親的關係而女扮男裝，並化名“伊莉雅·伊留申”。溫泉旅行之後告訴大家自己是個女孩，將短褲換成裙子。
真實身份為以井澤愛的大腦意識開發的AI之一。
最終與其餘四個AI意識統合並開發為人工智慧「AOI（アオイ）」，且在現實有了仿生身體能夠與朝再次見面。
白夢華（聲：金元壽子）
中國新任教師，綠髮。身材姣好，性格溫和，舉止沉穩。曾經是代號「血腥虎」的特務，擁有一身高強功夫，令地下社會的人聞風喪膽。以自己的年紀對學生來說，她更像是姐姐而不是老師。在上班的第一天途中的空曠電車裡與柏樹朝相遇，因沒睡醒而直接靠在他身上。後由於電車晃動，被朝撲倒襲胸，展示了暴力的一面。
真實身份為以井澤愛的大腦意識開發的AI之一。
最終與其餘四個AI意識統合並開發為人工智慧「AOI（アオイ）」，且在現實有了仿生身體能夠與朝再次見面。
卡琳·伊斯特爾（聲：高野麻里佳）
德國留學生，黃髮。過分的自我意識有時是一種缺陷，但她直率、開朗的性格深受周圍人的喜愛。在日本擔任模特兒還越來越受歡迎。在来到这个城市后不久成为了魔法少女，並對抗試圖要消滅全人類男性生殖器的不明怪物。
真實身份為以井澤愛的大腦意識開發的AI之一。
最終與其餘四個AI意識統合並開發為人工智慧「AOI（アオイ）」，且在現實有了仿生身體能夠與朝再次見面。
拉布林（聲：井澤詩織）
朝的兔子型人工智慧機器人。暱稱「小愛愛」。口頭禪是「我要求加時薪，可以嗎？」
朝的母親（聲：金月真美）
朝的母親。在VR的世界中登場，同時在動畫第8話現實世界中也登場。

### 學校關係者
伊集院好雄（聲：福山潤）
朝的朋友。人畜無害卻有些輕浮，掌握著很多各種各樣、不知從哪裡弄來的信息，而且在設定上家世顯赫非常富有。是個對方有什麼不知道都會傾囊相告的男生。
真實身份為研究員好乃·費曼，負責監控朝在虛擬實境中的狀況。
森山奏太（聲：廣瀨裕也）
朝的同班同學。在現實世界中坐在朝的隔壁，因為朝已經一個多月沒有上學，所以起初不知道有朝這號人物。後來與日葵一樣和朝變成好友。
夏川日葵（聲：高田憂希）
朝的同班同學。雖然周圍的同學都不知道有朝的存在，但卻認得朝的長相。是班上最早知道有朝這號人物的人。後來與奏太一樣和朝變成好友。

### 其他角色
桑達斯上校（聲：玄田哲章）
過去被夢華單獨殲滅部隊的首領，發誓要對夢華復仇的男人。全身已改造成機器人，但最終還是慘敗在夢華手下。
索德（聲：加藤英美里）
促使卡琳變成魔法少女的異次元妖精。本名為相模・岡本・デラックス（Sagami Okamoto Deluxe），取單詞的第一個字母因此就叫做ソド（SOD）。說話時有著在句尾加上「套套（ごむ）」的習慣。以追尋並消滅從異次元來的奪球者（ボールテイカー）（通称BT）為目標，並求助於卡琳。
本名的組成是現實生活中保險套的品牌。
真實身份為研究員好乃·費曼，負責監控朝在虛擬實境中的狀況。
奪球者/去勢者
異次元來的怪物。目標是消滅所有地球男性的外生殖器。
好乃·費曼（聲：藤井幸代）
朝的研究員。為了促進人工智慧發展，讓人工智慧學會「愛情」。在研究虛擬現實世界中的朝的同時，自己也以伊集院好雄/異次元的妖精索德的身份監控朝在虛擬實境中的狀況。
在結局時取代澤渡成為人工智慧研究所的新任所長，並以「愛 AI」為基礎開發出更先進的「AOI（アオイ）」。
生方
朝的研究員，好乃·費曼的後輩研究員。常常被捲入好乃·費曼惹出的麻煩事中，但也對於好乃·費曼的研究相當有興趣，甚至曾向所長懇求「唯獨請不要開除好乃」。在愛生失控後，她偷偷避開所長的視線前往協助好乃。
在結局時，她便繼續在成為人工智慧研究所的新所長的好乃底下工作至今。
澤渡所長（聲：齋藤寬仁）
擔任好乃與生方所屬的人工智慧研究所的所長，對自我中心行事的好乃感到棘手不已。最終以「謹慎處分」為由，暫時禁止好乃進出研究所。然而在處分期間，因發現好乃與朝擅自進出研究所，遂宣布將其解雇。
其能力並不突出且根本就是無能狂怒，不僅無視愛生發出的訊息，還對周圍人員咆哮怒斥，更使用「消除程序」來對停止電子設備運作的愛生連帶虛擬系統空間衛星一併毀掉處分，意圖湮滅「生活系統混亂源於自身研究」的證據。雖然利用「消除程序」毀掉衛星的行動最終成功，但澤渡此後未再登場，其下落亦成謎。
消除程式（聲：宇佐美航）
由澤渡傳送至虛擬世界的程式。外型為巨型機械蛇，能從口腔發射雷射，被擊中的所有數據都將遭到抹除，且完全無敵無法在系統內部消除。
因愛生暴走導致城鎮陷入混亂，該程式被氣急敗壞的澤渡投入衛星虛擬空間，意圖徹底消除空間內一切存在。以桑德斯上校為首，凡是獲得消除程式力量者，皆會變得堅不可摧且力量大幅提升，但同時也陷入危險狀態——一旦被捕獲，自身數據就會被消除。最終隨著衛星連同虛擬系統空間一併消滅，該程式也完成使命而消失。
井澤幸太郎（聲：大塚明夫）
愛的父親。只出現在回憶中，已故的天才科學家，畢生致力於研究AI。也是創造出人工智慧「愛 AI」的創始人。
井澤愛（聲：伊藤美來）
朝的青梅竹马，小时候就在住在朝的家附近，开朗活泼的女孩，很受人喜爱，两年前因罹患罕見絕症而失去生命。
住醫院期間，其研究員父親將愛的大腦掃描到電腦用於世界的人工智慧，從幾年前因為特殊原因而暴走的「愛 AI」，到現今最新型的「AOI（アオイ）」都是以愛的大腦為基礎開發。

## 製作
KADOKAWA於2022年3月25日宣布將推出原創電視動畫《戀愛Flops》，並公布故事梗概、主要角色及配音陣容。同年6月，白泉社旗下雜誌《Young Animal》宣布將推出《戀愛Flops》改編漫畫，由曾推出《攀岩！ -Climbing Girls-》的石坂リューダイ執筆。第一支預告於2022年7月26日公開，並同時公開了製作團隊的陣容、以及將於10月開播的消息。

### 製作人員名單
- 原作：Love Flops Project
- 導演：長山延好
- 助導演：由井翠、淺利藤彰
- 系列構成、劇本：安本了
- 角色設定、總作畫監督：植田和幸
- 色彩設計：鈴木咲繪
- 美術設定：綱頭瑛子
- 美術監督：草薙
- 攝影監督：林幸司
- 3D：山田太郎
- 編集：丹彩子、新沼奈美
- 音響監督：
- 音響效果：猪俁泰史
- 音響製作：Magic Capsule
- 音樂：末廣健一郎
- 動畫製作：Passione
- 製作：戀愛Flops製作委員會[6]

## 主題曲
片頭曲Love? Reason why!!
作詞、作曲：Q-MHz，編曲：岸田勇氣、Q-MHz，主唱：鈴木KONOMI
第1話及第12話為片尾曲，第7話及第9話未使用
片尾曲Flop Around（第2話－第7話）
作詞、作曲、編曲：鈴木裕明
主唱：
- 和泉澤愛生（伊藤美來，第2話－第6話）
- 阿米莉亞·艾爾文（竹達彩奈，第3話－第6話）
- 伊莉娜·伊留希納（高橋李依，第4話－第6話）
- 白夢華（金元壽子，第5話－第6話）
- 卡琳·伊斯特爾（高野麻里佳，第6話）

第7話為純音樂
片尾曲lost in the white（第8話－第11話）
作詞：yuko，作曲、編曲：石倉譽之
主唱：井澤愛（伊藤美來）
插入曲With You（第12話）
作詞、作曲、編曲：篠崎絢人、橘亮祐
主唱：井澤愛（伊藤美來）

## 劇集列表
| 話數 | 標題                                  | 分鏡     | 演出             | 作畫監督 | 總作畫監督                                                                               | 首播日期       |
| --- | ------------------------------------- | -------- | ---------------- | --- | ---------------------------------------------------------------------------------------- | -------------- |
| 1 | 別這麼大力，技術真爛 （）             | 長山延好 | 淺利藤彰、由井翠 | 早坂皐月、𠮷田潤、LAZZ、近藤源一郎、阿部可奈子                                                                                         | 植田和幸                                                                                 | 2022年10月12日 |
| 聖奇克阿努斯學園的高中生柏樹朝從電視占卜得知自己今日會有好運。他上學時首先在轉角撞到叼着麵包快要遲到的轉學生和泉澤愛生並撿到她遺落的綁帶式內褲，在電車上被睡眠不足的中國教師白夢華靠在肩上打瞌睡，下樓梯後被跌落樓梯的德國留學生卡琳顏面騎乘，接著被故障的掃地機器人搶走胸墊和胸罩的美國留學生阿米莉亞誤會為內衣賊，最後在公園邂逅被發情犬隻騷擾的保加利亞留學生伊莉雅。到校後他坐在教室最後一排靠窗的位置，發現方才邂逅的五人都是他的同學或班導師。之後他在校內和其中四人解除了誤會，並在校舍後方櫻花樹下接受愛生的告白，同時見到她的裙下風光。 |                                       |          |                  | |                                                                                          |                |
| 2 | 興趣性癖這些，我覺得是因人而異 （）   | 長山延好 | 小松美香         | 日向晴香、龜谷響子、山口光紀、LAZZ、横田和彦                                                                                           | 植田和幸、露木愛里、近藤源一郎、武本大樹、早坂皐月、橋本英樹                             | 2022年10月19日 |
| 朝誤會愛生的告白是指自己喜歡不穿內褲，加深兩人的誤會。之後朝接連被伊莉雅、白夢華、卡琳和阿米莉亞告白或求婚，回到家後收到父親的訊息，發現五人都將和自己同居，並成了自己的新娘候選人。五人積極地對朝示好，讓同居生活紛擾不斷，他無法把五人趕走，便自己離家出走。愛生在神社找到他並向他道歉，朝回家之後，同意和五人同居。 |                                       |          |                  | |                                                                                          |                |
| 3 | 不行！那種地方，不能那樣啊 （）       | 高橋成世 | 森友宏樹         | 山崎敦子 | 植田和幸、野田康行                                                                       | 2022年10月26日 |
| 學校將進行漢字考試，朝發現對此很不擅長的阿米莉亞透過朗讀色情小說學漢字，便帶她到圖書館並教她漢字，並因此和不服輸的她起爭執。在兩人和好後，朝把親手寫的單字卡送給阿米莉亞，眾人也協助她學漢字。阿米莉亞的成績進步頗多，個性也變得圓滑。 |                                       |          |                  | |                                                                                          |                |
| 4 | 很兇悍的，超大的！ （）               | 高橋丈夫 | 武本大樹         | 鈴木雄大、橫井將史 | 植田和幸、野田康行、早坂皐月、近藤源一郎、LAZZ                                           | 2022年11月2日  |
| 出门購物的愛生、夢華、伊莉雅三人皆抽中了一等獎“雙人温泉旅行”。六人到溫泉旅館旅行，朝和伊莉雅同房，而另外四人共睡一間。老舊溫泉旅館老闆娘提及此處有天狗傳說。在泡湯時，伊莉雅以天狗面具遮擋下體，掩蓋自己女扮男裝的事實，甚至偽裝成天狗試圖蒙混，但終究被發現自己是女兒身。伊莉雅坦白實情，並在朝的建議下，決定從今以後用自己的本名「伊莉娜」和女性形象示人。 |                                       |          |                  | |                                                                                          |                |
| 5 | 真是讓人顫抖的好女人啊 （）           | 森本育郎 | 多田野緋兔       | 龜谷響子、横田和彥、壽夢龍、、、石田啟一、楊明坤                                                                                       | 植田和幸、井上貴騎、橋本英樹、野田康行、露木愛里、中野圭哉、早坂皐月、中村優作、LAZZ     | 2022年11月9日  |
| 朝被埋伏在的自己房間內的不速之客綁架，白夢華動身營救他，並與幕後主使者桑德斯上校（配音：玄田哲章）對峙。桑德斯上校揭露白夢華以前是代號名「血腥虎」的特務，綁架的理由是替遭到殲滅的部隊復仇。白夢華逼朝獨自逃走，並獨自擊退大量追兵，但她卻不敵桑德斯上校。在危急時刻，返回戰場的朝以潤滑液和電擊棒製造出桑德斯上校的空隙，讓白夢華得以使出致勝一擊，之後兩人平安回家。 |                                       |          |                  | |                                                                                          |                |
| 6 | 球沒了…！！棍…棍子也… （）            | 森本育郎 | 森友宏樹         | 、武本大樹、舛舘俊秀、LAZZ | 植田和幸、井上貴騎、橋本英樹、野田康行、露木愛里、中野圭哉、早坂皐月、中村優作、LAZZ     | 2022年11月16日 |
| 世界各地出現怪物攻擊人類，會將男性的陰莖和睪丸變不見。和異次元的妖精索德（配音：加藤英美里）簽下契約，成為魔法少女的卡琳變身後，施展「威而鋼爾之火」對抗怪物，但她力有未逮。為了協助對抗怪物，朝和卡琳進入魔法配對號（MM號）之中，卡琳打算靠著霸王硬上弓來累積能量，但朝嚴正拒絕並曉以大義後，反而累積了足夠的能量，讓卡琳得以變身並施展「威而鋼爾樂威壯爾希利士」擊敗怪物。在本节故事结束后某个圆桌讨论中，一群與朝的兔子玩偶鬧鐘形象相同的與會者对故事众人的结果感到满意，并征询名为好乃的女子意见。 |                                       |          |                  | |                                                                                          |                |
| 7 | 要收加時費的哦 （）                   | 長山延好 | 貴田祐太         | 早坂皐月、吉田潤、LAZZ、龜谷響子、松村康功、阿部可奈子、寿夢龍、鈴木雄大、、、吉田龍一郎                                               | 植田和幸、露木愛里、野田康行、橋本英樹                                                   | 2022年11月23日 |
| 回憶片段顯示朝和青梅竹馬井澤愛在海邊觀星的情節。除了愛生的五人到伊集院家的私人海灘度假，並發現一塊寫著「禁止穿泳裝」的告示牌，女孩子們便全裸在海灘嬉戲，玩鬼抓人、打西瓜和沙灘排球，而朝則被矇上眼睛，難以參與。在盡情嬉戲後，朝發現另外四人瞬間消失，沒有參與度假的愛生突然現身，朝也想不起其他人。愛生切斷了來自伊集院的聯絡，和朝共進晚餐，並在這個時節不該盛開的櫻花樹下向朝告白，並希望能和朝在此共度兩人世界。朝识破异常后，井澤愛出现并表示無法和朝在一起，並就此消失。 此集無片頭曲。而原先偏向喜劇風格的片尾動畫和下集預告也在本集中變得詭異，其中片尾曲中女主角們的聲音全數消失，圖像在前半段中變為空白，後半段中圖像則全被朝的兔子玩偶鬧鐘替換。而下集預告中原本朝與女主角們的對話介面也變成了空白並且持續出現因程序錯誤導致的雜訊。此外本集播出後，動畫官方網站也轉變為詭異風格：網頁載入完成時顯示的「CONNECTED!」變成了「DISCONNECTED!」，而首頁視覺圖中的女主角們全數消失，而視覺圖背景與宣傳語「」出現雜訊，新角色井澤愛的角色说明变成亂碼。 |                                       |          |                  | |                                                                                          |                |
| 8 | 雖然太快會被人討厭太慢也會遭人棄 （） | 石黑達也 | 久保太郎         | 、、横田和彥、LAZZ、、吉田龍一郎、松村康功                                                                                             | 櫻井正明、橋本英樹、中村優作                                                             | 2022年11月30日 |
| 朝一如往常地到學校，察覺自己的認知和旁人截然不同，研究員好乃·費曼把他帶到研究機構，解釋他參加了彼得魯什卡實驗，並闡明朝先前生活的環境是虛擬空間，同居女子們也都是人工智慧。實驗目的是促進人工智慧發展，讓人工智慧學會「愛情」，然而在眾人前往海灘度假時，系統無法運作也無法和朝取得聯繫，人工智慧被強制登出，朝也被強制送回現實世界。好乃更表示，當今世上的人工智慧原型出自井澤幸太郎博士，井澤博士利用自己身患絕症的女兒、朝的青梅竹馬井澤愛的大腦為複製原型，創造出人工智慧，而愛也在之後死亡。受到雙重打擊後，朝變得意志消沉。 |                                       |          |                  | |                                                                                          |                |
| 9 | 媽媽找你玩嬰兒遊戲哦 （）             | 吉川博明 | 久保太郎         | 渡會龍司、阿部可奈子、中尾高之、野口智也、壽夢龍、石田啟一、LAZZ                                                                       | 五反孝幸                                                                                 | 2022年12月7日  |
| 全世界的人工智慧系統故障，雖然卡文迪許公司搶修完畢，但仍可能再次故障，公司便打算將系統刪除。好乃表示愛生是最接近愛的AI，並察覺她可能是因為戀愛而引發故障。好乃和愛生以外的四位AI都希望朝能再次進入虛擬空間，以解決系統問題，朝憶起和愛的往事，並決定即使有被困在虛擬空間的風險，也要再次與愛生見面。 |                                       |          |                  | |                                                                                          |                |
| 10 | 直接來果然很危險套套 （）             | 吉川博明 | 嵯峨敏           | 壽夢龍、鈴木雄大、中野圭哉、中村優作、舛館俊秀、橫井將史、、、空久保美貴、山下由利子、森友宏樹                                         | 橋本英樹、櫻井正明、露木愛里、武本大介、龜谷響子、LAZZ                                   | 2022年12月14日 |
| 朝和好乃回到虛擬空間，和愛生以外的四位AI重聚，透過走軟體後門，繞過防護牆找到愛生，期間朝詢問好乃，AI對自己抱持的好感是出自系統原始設定還是AI自主發展後的判斷，好乃表示尚須研究才能定論。眾人遭到變異體和刪除程式攻擊，白夢華向朝吻別後負責殿後，她感謝朝讓自己學會何謂「愛」，並在敵陣中寡不敵眾，遭到刪除。 |                                       |          |                  | |                                                                                          |                |
| 11 | 能遇見你真是太好了 （）               | 頂真司   | 武本大樹         | 壽夢龍、、武本大樹、松村康功、中野典克、橫田和彥、鈴木雄大、舛館俊秀、阿部可奈子                                                       | 橋本英樹、LAZZ、武本大介、龜谷響子                                                       | 2022年12月21日 |
| 朝、阿米莉亞、伊莉娜和卡琳重新振作後，持續朝軟體後門前進，伊莉娜和卡琳負責阻攔追兵，讓阿米莉亞和朝得以往前。阿米莉亞、伊莉娜和卡琳回想起自己喜歡上朝的經過，之後她們都在戰鬥中力竭，遭到刪除。 |                                       |          |                  | |                                                                                          |                |
| 12 | 好歹穿上內褲吧 （）                   | 森本育郎 | 淺利藤彰         | 壽夢龍、海堂ひろゆき、紺野みすみ、山根あおい、武本大介、中村優作、武本大樹、鈴木雄大、舛舘俊秀、横田和彥、中野典克、小田祐莉、渡部海月 | LAZZ、野田康行、植田和幸、橋本英樹、阿部可奈子、櫻井正明、龜谷響子、横井將史、佐倉みなみ | 2022年12月28日 |
| 朝終於見到愛生，愛生展示了愛的回憶。該段記憶顯示愛身患絕症後，強顏歡笑與朝共度的每一天，他們還相約共賞櫻花綻放。朝感謝包括愛生在內的AI們，讓自己意識到自己該面對的問題，之後他在開滿花的櫻樹下見到了愛。朝表示自己無法忘記愛，並訴說自己的情意，愛表示自己也喜歡朝，但因為身患絕症而不能允諾和他在一起。兩人在櫻花樹下擁吻，實現願望的愛就此消失。朝回到現實世界後恢復原本的生活，升上大學後的某日，他發現五位AI獲得了身體，並搬來與自己同居。 |                                       |          |                  | |                                                                                          |                |

## 播映平台
| 播映國家＆地區   | 播映平台 | 播映日期         | 播映時間              | 備註  |
| ---------------- | -------- | ---------------- | --------------------- | ----- |
| 香港、澳門、台灣 | bilibili | 2022年10月13日－ | 星期四 00:05（UTC+8） | [ 7 ] |

## 周邊媒體

### 漫畫
| 卷數 | 白泉社         | 白泉社                 |
| 卷數 | 出版日期       | ISBN                   |
| ---- | -------------- | ---------------------- |
| 1    | 2022年9月29日  | ISBN 978-4-5921-6616-0 |
| 2    | 2022年12月27日 | ISBN 978-4-5921-6617-7 |

## 外部連結
- 官方网站（日語）
- 官方的X（前Twitter）（日語）